# Rama I
Buddha Yodfa Chulaloke o Phutthayotfa (en tailandés: พระพุทธยอดฟ้าจุฬาโลก), póstumamente llamado Rama I, el Grande (Ayutthaya (Tailandia) como Thong Duang, 20 de marzo de 1737 – 7 de septiembre de 1809. Los años corresponden al periodo 2279-2352 del Suriyakati), fue rey de Siam (hoy Tailandia) de 1782 hasta 1809 (correspondientes al 2325-2352) y el fundador de la dinastía Chakri que reina en Tailandia hasta hoy.
Su nombre de nacimiento era Thong Duang (en tailandés: ทองด้วง). Era hijo de Phra Aksorn Sundara Smiantra, un noble del reino de Ayutthaya, que después a queda de Ayutthaya se volvió Chao Phya Chakri en Pitsanuloke.

## Nombre y títulos
Al igual que otras figuras importantes de la historia de Tailandia, el rey Rama I recibió una gran cantidad de nombres a lo largo de su vida.

### Títulos y tratamientos
- 1737-1758: Nai Thong Duang (นายทองด้วง)
- 1758-1768: Luang Yokkrabat de Ratchaburi (หลวงยกกระบัตรเมืองราชบุรี)
- 1768: Phra Ratcharin (พระราชริน)
- 1768-1769: Phraya Aphairanarit (พระยาอไภยรณฤทธิ์)
- 1769-1770: Phraya Yommarat (พระยายมราช)
- 1770-1778: Chao Phraya Chakri (เจ้าพระยาจักรี)
- 1778-1782: Somdet Chao Praya Maha Kasatsuek etc. (สมเด็จเจ้าพระยามหากษัตริย์ศึก พิฤกมหิมา ทุกนัครระอาเดช นเรศรราชสุริยวงษ์ องค์อรรคบาทมุลิกากร บวรรัตนบรินายก)
- 1782–1809: Phra Bat Somdet Phra Borommarachathirat Ramathibodi Sisin Borommaha Chakkraphat Rachathibodin etc. (พระบาทสมเด็จพระบรมราชาธิราชรามาธิบดี ศรีสินทรบรมมหาจักรพรรดิราชาธิบดินทร์ ธรณินทราธิราช รัตนากาศภาษกรวงษ์ องค์บรมาธิเบศ ตรีภูวเนตรวรนายก ดิลกรัตนราชชาติอาชาวไศรย สมุทัยดโรมนต์ สกลจักรวาฬาธิเบนทร์ สุริเยนทราธิบดินทร์ หริหรินทราธาดาธิบดี ศรีวิบูลยคุณอักนิษฐ ฤทธิราเมศวรมหันต์ บรมธรรมิกราชาธิราชเดโชไชยพรหมเทพาดิเทพนฤบดินทร ภูมินทรบรมาธิเบศโลกเชฐวิสุทธิ รัตนมกุฏประเทศคตา มหาพุทธางกูรบรมบพิตร)
- Póstumamente renombrado por el rey Nangklao como: Phra Bat Somdet Phra Phutthayotfa Chulalok (พระบาทสมเด็จพระพุทธยอดฟ้าจุฬาโลก)
- Póstumamente renombrado por el rey Mongkut como: Phra Bat Somdet Phra Paramoruracha Mahachakkriborommanat Phra Phutthayotfa Chulalok (พระบาทสมเด็จพระปรโมรุราชามหาจักรีบรมนารถ พระพุทธยอดฟ้าจุฬาโลก)
- Póstumamente renombrado por el rey Vajiravudh (para el uso de extranjeros) como: Rama I
- Póstumamente renombrado por Gabinete tailandés en 1982 como: Phra Bat Somdet Phra Phutthayotfa Chulalok Maharat (พระบาทสมเด็จพระพุทธยอดฟ้าจุฬาโลกมหาราช)

## Biografía

### Vida de noble
Thong Duang nació en 1737 durante el reinado del rey Boromakot de Ayutthaya. Su padre era Thong Di, un Mon noble al servicio de la corte real (a título póstumo fue elevado a Somdet Phra Prathom Borommahachonnok - "el gran padre primordial") que fue Phra Akson Sunthonsat (secretario real del norte de Siam, Guardián del Sello Real). Phra Akson Sunthonsat era también un descendiente de Kosa Pan, el embajador de rey Narai en la corte francesa. Su madre, Daoreung (nombre original Yok), era medio-china. Thong Duang tenía otros seis hermanos.
Thong Duang entró en el Palacio Real a una edad temprana como una de los pajes reales del Rey Uthumphon, donde conoció a su amigo de la infancia Taksin. En 1757, con 21 años, se convirtió en monje temporalmente, de acuerdo con la costumbre siamesa. En 1760, se casó con Nak, hija de un patrón de la ciudad en Samut Sakhon. Más tarde fue nombrado como Luang Yokkrabat (Vicegobernador) de la provincia de Ratchaburi por el rey Ekkathat en 1758.

#### Carrera militar
En la víspera de la caída de Ayutthaya, Phraya Wachiraprakan (más tarde conocido como el rey Taksin) había previsto que la caída de la ciudad era inminente. Wachiraprakan decidió romper el cerco de la ciudad de Ayutthaya impuesto por el ejército birmano y establecer una nueva base fuera. Ratchaburi Phraya también se unió a esta empresa. En 1767, bajo el rey de Ayutthaya Ekkathat cayó a los invasores birmanos, la ciudad fue completamente destruida, quemada y saqueada. Varios señores de la guerra locales se levantaron para establecer su supremacía en la ausencia de una autoridad central.
A pesar de la caída de Ayutthaya, tanto la ciudad como la dinastía que gobernaba Siam, Taksin y sus hombres lograron ese mismo año capturar Chantaburi y Trat. Durante este tiempo Phraya Ratchaburi se convirtió en uno de los seis ministros de Taksin y junto con Phraya Pichai que eran considerados por Taksin como sus dos generales más valiosos.

#### General
Rápidamente Taksin hizo un plan estratégico con el que reconquistar Ayutthaya en un año. En 1768 se autocoronó como Taksin I y fundó el Reino de Thonburi en la orilla oeste de la desembocadura del río Chao Phraya, y utilizó Thonburi como nueva capital. Bajo el nuevo régimen de Thonburi, Thong Duang fue nombrado jefe del departamento de policía real (que era tanto la policía estatal como la guardia real), con el que se le concede el título de Phra Ratcharin. Después de someter el señor de la guerra de Phimai con su hermano Bunma (en ese momento llamada Phra Mahamontri, que será el futuro Maha Sura Singhanat), se le ascendió a Phraya Aphairanarit.
Después de la campaña para someter el señor de Fang en 1769, se elevó a Thong Duang a Phraya Yommarat y en el año siguiente se convirtió en Chao Phraya Chakri - la Samuhanayok (jefe de Gobierno de las provincias del norte). Chakri ordenó a los soldados siameses en las guerras contra Birmania y pasó a someter a Camboya. Su hermano Bunma (que en ese momento tenía el título de Phraya Anuchit Raja), lo acompañó en varias campañas. Chakri y su hermano fueron enviados al norte a Lanna en 1774 para liberar el reino de la dominación de Birmania con la ayuda de Phraya Kawila, un príncipe de Lampang. En 1776, conquistó Jemer Pa Dong (alrededor de la actual ciudad de Surin). Se le asignó la tarea de conquistar los reinos de Laos en 1778 y los tres reinos que lo conformaban (Vientián, Luang Prabang y Champasak) cayeron bajo el régimen de Siam en el mismo año. Con el tiempo se elevó a Somdet Chao Phraya Maha Kasatsuek, el primer oficial en celebrar ese título.

### Coronación
En 1781, Rama I marchó con las fuerzas de Thonburi a Camboya, pero tuvo que volver prematuramente por la inestabilidad del reino. La rebelión de Phraya San había conseguido deponer al rey Taksin. Algunas fuentes dicen que Taksin fue forzado a ingresar en un monasterio. Tras llegar a la capital en 1782, Rama I (entonces llamado Chao Phraya) derrotó a Phraya San. Más tarde, algunas fuentes hablan de que el general ordenó matar a Taksin, aunque otras fuentes lo contradices. Con la fuerza y apoyos que había reunido a lo largo de su vida, Chao Phraya se proclamó rey, estableciendo la dinastía Chakri que actualmente sigue reinando en Tailandia.
La coronación tuvo lugar el 6 de abril de 1782. Poco tiempo después, Rama I decidió trasladar la capital de Siam a la orilla oriental del río Chao Phraya por varias razones, entre las que se incluyen una mejor localización estratégica y un deseo de promover su legitimidad por medio del borrón y cuenta nueva de los reyes anteriores. Decidió llamar a la nueva capital "Rattanakosin" (Lugar de guarda del Buda Esmeralda). Rama I también nombró a varios miembros de su familia con títulos de la realeza. Él nombró a su hermano Surasi (Anuchit Raja) o Maha Sura Singhanat como "Líder del Palacio" (el título tradicional del Virrey y su heredero) y a su sobrino Thong-In o Anurak Devesh como "Retaguardia del Palacio".
El rey tenía 42 hijos. 10 de ellos eran nacidos de la reina Amarina, los otros de varias concubinas. Los hijos de la reina incluían al príncipe Isarasundhorn, más tarde rey Buddha Loetla Nabhalai (Rama II) (a quién más tarde el rey nombró "Líder del Palacio" tras la muerte de Maha Sura Singhanat en 1803), el príncipe Maha Senanurak y el príncipe Maha Sakdi Polsep.

### Reinado

#### Política exterior y guerras

##### Vietnam y Camboya
Entre 1784 y 1785, el último de los señores Nguyễn, Nguyễn Ánh, convenció a Rama I para unir fuerzas y atacar Vietnam, que estaba bajo el régimen de los hermanos Tây Sơn. Sin embargo, la flota coaligada Nguyễn-Siam fue destruida en la Batalla de Rach Gam–Xoai Mut en la región del delta del Mekong. Los Nguyễn pidieron asistencia y cobijo a los siameses, para que estos ejercieran un influencia política fuerte, que acabó por abarcar lo que quedaba de la corte de los Nguyễn. Mac Tu Sinh, el hijo de Mạc Thiên Tứ, casado con una siamesa, destacó enormemente en la política de Siam y acabó siendo nombrado gobernador de Hà Tiên hasta su muerte en 1787. Ngo Ma, un general de origen siamés fue designado como sucesor de Mac Tu al frente de Ha Tien. Nguyễn Ánh también se refugió en la corte real de Siam esperando su oportunidad para derrotar a los Tây Sơn. Estos sucesos supusieron una oportunidad para Rama I de mostrar su interés en expandir el poder de Siam más allá del propio reino.
En Camboya, el rey Reamraja fue depuesto en 1779 y el trono pasó a su hijo, el joven Ang Eng. Sin embargo, las políticas pro-Vietnamitas de ciertos miembros de la aristocracia camboyana que educaban al príncipe Ang Eng alarmaron a Rama I. A raíz de ello, Rama I capturó a Ang Eng y lo deportó a Rattakanosik, donde se convirtió en hijo adoptivo de Rama, quien comenzó a inculcarle sentimientos pro-Siameses. Rama I impuso a Chao Phraya Abhaya Bhubet como regente de Camboya.
Nguyễn Ánh partió en secreto hacia Vietnam en 1787, dejando una nota personal a Rama I. Nguyen dirigió a sus tropas leales para recapturar Saigón en 1788, más tarde, en 1802, fue nombrado emperador con el nombre de Gia Long.
En 1794, llegó a la mayoría de edad Ang Eng, Rama le coronó como Narairaja III de Camboya. Los territorios circundantes de Siem Riep y Battambang fueron anexionados definitivamente a Siam, y su gobernador pasó a ser Abhaya Bhubet. Sin embargo, Rama I permitió que estos territorios siguieran siendo gobernados de acuerdo con las tradiciones y costumbres de Camboya.

##### Guerras contra Birmania
El rey Bodawpaya de Birmania comenzó ambiciosas campañas para expandir sus dominios sobre Siam. La guerra birmano-siamesa (1785-1786), también conocida en Tailandia como la "guerra de los nueve ejércitos", porque los birmanos llegaron divididos en nueve ejércitos, estalló. Los soldados birmanos comenzaron desplegándose en Lan Na y en el norte de Siam. Algunas fuerzas de Siam, las comandadas por Kawila, el príncipe de Lampang, fueron las primeras en presentar batalla a los birmanos, consiguiendo retrasar el avance la invasión, y manteniéndose a la espera de refuerzos de Rattakanosik. Cuando cayó Phitsanulok, Anurak Devesh el "Retaguardia de Palacio", y Rama I en persona dirigieron las fuerzas de Siam al norte. El ejército real de Siam consiguió levantar el asedio birmano sobre Lampang.
En el sur, Bodawpaya estaba esperando en Chedi Sam Ong listo para atacar. El "Líder de Palacio" recibió la orden de llevar a sus tropas hacia el sur y contraatacar a los birmanos que se movilizaban de Ranong a Nakhon Si Thammarat. Llevó a los birmanos a la batalla cerca de Kanchanaburi. Los birmanos también atacaron Tha Lan (actual Phuket), donde el gobernador acababa de morir. Chan, su esposa, y su hermana Mook reunieron a la población local y defendieron con éxito la isla de Tha Lan de los birmanos. Hoy en día, Chan y Mook son veneradas como heroínas debido a su oposición a la invasión de Birmania. Recibieron en vida los títulos de Thao Thep Kasattri y Thao Sri Sunthon, nombradas por el mismo Rama I.
Los birmanos procedieron a capturar Songkhla. Al escuchar la noticia, los gobernadores de la vecina Phatthalung huyeron. Sin embargo, un monje llamado Phra Maha animó a los ciudadanos de la zona a tomar las armas contra los birmanos, la campaña tuvo éxito y consiguieron resistir al invasor. Phra Maha más tarde fue elevado a la nobleza por Rama I.
A medida que sus ejércitos fueron destruidos, Bodawpaya se retiró. Al año siguiente, atacó de nuevo, esta vez sus tropas avanzaron como un solo ejército. Con esta fuerza Bodawpaya pasa a través del paso de Chedi Sam Ong y se instaló en Tha Din Daeng (en la región de Kanchanaburi). El Líder de Palacio marchó con las fuerzas reales de Siam para plantar cara a Bodawpaya. La lucha fue muy corta, en la que Bodawpaya fue derrotado rápidamente. Esta guerra fue llamada la campaña de Tha Din Daeng.

#### Economía, Cultura y Religión
La inmigración china aumentó durante el reinado de Rama I, que mantuvo la política de Taksin de permitir la inmigración china para sostener a economía del país. Los chinos ocuparon principalmente puestos en el comercio y el sector mercantil. En la época de su hijo y nieto, los exploradores europeos que llegaron a Rattakanosik observaron la cantidad de Juncos chinos de todos los tamaños.
Rama I trasladó la capital de Thonburi, que fue fundada por su predecesor Taksin, y construyó la nueva capital Rattakanosik. Durante los primeros años antes de la fundación de la actual capital, sucedió la construcción de los palacios y la Capilla Real. La capilla real o Wat Phra Kaew donde se encuentra consagrado el Buda de Esmeralda dentro del Palacio Real (o Gran Palacio). Con la finalización de la nueva capital, Rama I llevó a cabo una ceremonia oficial para nombrar la nueva capital.
En 1804, Rama I inició la elaboración de la Ley de los Tres Sellos, que consiste en viejas leyes de Ayutthayan recogidas y organizadas. También inició una reforma del gobierno y el estilo de la realeza.
Rama I también fue observado para instituir reformas importantes en el budismo, así como la restauración de la disciplina moral entre los monjes en el país, que se había erosionado gradualmente con la caída de Ayutthaya. Algunos monjes ya habían comenzado a incursionar y actuar como espías o emisarios de otros países con intereses políticos cuando Rama I llegó al poder, este implementó una ley que requería que un monje que quisiese ir a otro principado para la educación superior debía de presentar un certificado con sus datos personales, que probarían la legitimidad del propio monje que había sido debidamente ordenado. El Rey también hizo hincapié en repetidas ocasiones en las ceremonias estatales para colocar la devoción a Buda, y no sobre los espíritus guardianes y gobernantes del pasado, puesto que los vestigios del antiguo culto del Animismo tenía un profundo arraigo en el sistema de valor de los tailandeses.
El rey también nombró el primer patriarca supremo del budismo tailandés, cuyas responsabilidades incluían el deber de asegurar que las leyes que Rama I decretaba cumplían y garantizaban Sangha. La pasión de Rama I por la literatura también estaba conectado con su preocupación por el orden budista dentro del país. Fue conocido por abogar por la traducción al tailandés de importantes obras del Pali y la recuperación de textos budistas perdidos en el caos tras la destitución de Ayutthaya por los birmanos en 1767, algunos fueron salvados bajo la dirección de Rama I. También escribió una versión tailandesa de los poemas Ramayana llamada Ramakian.
Rama I también renovó la relación con la Santa Sede y los jesuitas. Los misioneros que fueron expulsados durante el reino de Taksin fueron invitados de nuevo a Siam. Las actividades de los misioneros católicos continuaron en Siam. Según los informes, el número de católicos locales aumentaron continuamente hasta los miles de personas. Al mismo tiempo, sus iglesias fueron protegidas, logrando libertad para propagar su religión de nuevo.

## Muerte y legado

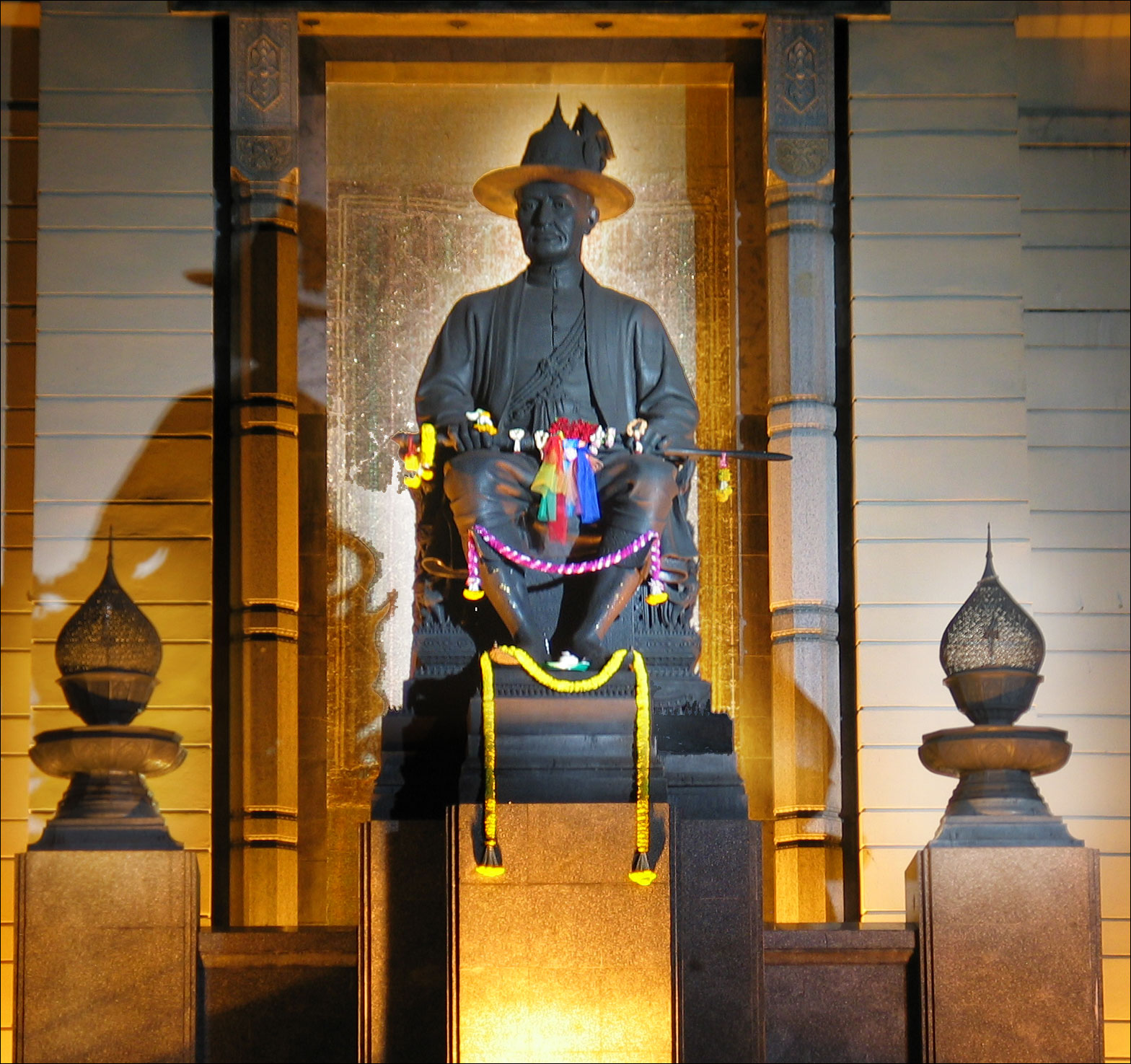
Estatua iluminada del rey Rama I en el Puente Memorial, Bangkok, Tailandia.

El rey Rama I murió el 1 de septiembre de 1809 tras un corto periodo aquejado de una enfermedad. Fue sucedido por su hijo el príncipe Isarasundhorn como Buddha Loetla Nabhalai or Rama II.
Durante el reinado de Rama I, Siam vivió una nueva época de poder jamás sucedida en todo el siglo XVI. Militarmente, Siam pudo por fin repeler las invasiones birmanas y ejercer un control sobre Laos, Camboya y Vietnam. Culturalmente, Rama I también reforzó los trabajos en cultura y la rehabilitación de templos y monumentos para la gente después de las sucesiones de guerras. Sus políticas plantaron la semilla de la fundación y expansión del reino de Siam en las siguientes décadas.

## En memoria
El 6 de abril es el día memorial de Chakri, un día festivo para conmemorar al fundador de la dinastía Chakri.

### Billete
Los billetes de 500฿ de la serie 16, registrados en 2014, lleva la imagen del monumento al rey Rama I: Wat Phra Chetuphon Vimolmangklararm Rajwaramahaviharn (Wat Pho), en el reverso lleva la imagen del Fuerte Phra Sumen.
| Predecesor: Taksin (Dinastía Thonburi) | Rey de Siam 1782 - 1809 | Sucesor: Rama II |